# 1994 BW
1994 BW är en asteroid i huvudbältet som upptäcktes den 19 januari 1994 av den japanska astronomen Takao Kobayashi vid Ōizumi-observatoriet.
Den tillhör asteroidgruppen Vesta.